# Michał Choromański
Michał Choromański (geb. 22. Juni 1904 in Jelisawetgrad, Russisches Kaiserreich; gest. 24. Mai 1972 in Warschau, VR Polen) war ein polnischer Schriftsteller.

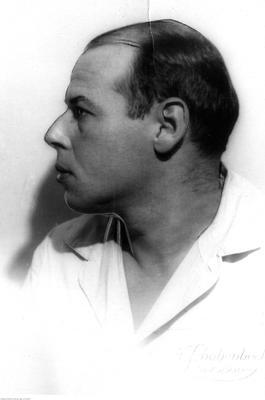
Michał Choromański

## Leben
Er wurde 1904 als Sohn des Arztes Konstantin Choromański und seiner Frau Aleksandra geboren. Der Vater wurde 1918 in Kiew während der Kriegswirren getötet. Nach dem Tod seines Vaters musste er für den Unterhalt seiner Familie aufkommen. Er wurde daraufhin als Zeichenlehrer tätig und gab Nachhilfe. Choromański ging gemeinsam mit seiner Familie nach Polen, wo sie 1924 eintrafen. In Polen studierte Choromański Psychologie und Pädagogik. Er begann sich in dieser Zeit für die Werke des Komponisten  Karol Szymanowski und des Schriftstellers Kazimierz Wierzyński zu interessieren. Anfang der Dreißigerjahre verfasste er seine ersten namhaften Werke Weiße Brüder (Biali bracia) sowie Eifersucht und Medizin (Zazdrość i medycyna).
Im Frühjahr 1933 reiste er in die Schweiz, um im Sanatorium Leysin seine Tuberkuloseerkrankung behandeln zu lassen. Kurz nach dem Beginn des Zweiten Weltkrieges heiratete er die Tänzerin Ruth Abramowitsch, die jüdischer Abstammung war. Aufgrund der Diskriminierung und der zunehmenden Ermordung von Juden unter der deutschen Besatzungsherrschaft entschlossen sie sich 1940 zur Emigration. Sie gingen zunächst nach Brasilien und später nach Kanada. 1957 kehrten sie nach Polen zurück, wo Choromański am 24. Mai 1972 starb.

## Werke (Auswahl)
- Weißer Bruder (Biali bracia), 1931
- Eifersucht und Medizin (Zazdrość i medycyna), 1932
- Mehrdeutige Geschichten (Opowiadania dwuznaczne), 1934
- Die Treppe hoch, die Treppe runter (Schodami w górę, schodami w dół), 1967